# Glyphina
Glyphina är ett släkte av insekter som beskrevs av Koch 1856. Enligt Catalogue of Life ingår Glyphina i familjen långrörsbladlöss, men enligt Dyntaxa är tillhörigheten istället familjen gömbenbladlöss.
Kladogram enligt Catalogue of Life och Dyntaxa:
| Glyphina | \| \| Glyphina betulae \| \| \| \| \| \| Glyphina jacutensis \| \| \| \| \| \| Glyphina longiseta \| \| \| \| \| \| Glyphina pseudoschrankiana \| \| \| \| \| \| Glyphina jacutensis \| \| \| \| \| \| Glyphina setosa \| \| \| \| |
|          | \| \| Glyphina betulae \| \| \| \| \| \| Glyphina jacutensis \| \| \| \| \| \| Glyphina longiseta \| \| \| \| \| \| Glyphina pseudoschrankiana \| \| \| \| \| \| Glyphina jacutensis \| \| \| \| \| \| Glyphina setosa \| \| \| \| |
|          | Glyphina betulae |
|          | |
|          | Glyphina jacutensis |
|          | |
|          | Glyphina longiseta |
|          | |
|          | Glyphina pseudoschrankiana |
|          | |
|          | Glyphina jacutensis |
|          | |
|          | Glyphina setosa |
|          | |